# Благовєщенське (Шуміхинський район)
Благові́щенське (рос. Благовещенское) — село у складі Шуміхинського району Курганської області, Росія. Адміністративний центр Благовіщенської сільської ради.
Населення — 382 особи (2010, 488 у 2002).
Національний склад станом на 2002 рік: росіяни — 98 %.